# Daniel Owusu
Daniel Owusu (Sogakope, Ghana, 25 de enero de 2003) es un futbolista ghanés que juega de delantero en el SKU Amstetten de la 2. Liga.

## Trayectoria

### West African Football Academy SC

#### Carrera juvenil
Comenzó su carrera en el equipo de la primera división de Ghana West African Football Academy SC en Sogakope. Formó parte de sus filas juveniles. Fue miembro del equipo sub-16 de la WAFA que compitió en la competición Next Generation Trophy 2018 en Salzburgo, Austria. Anotó 3 goles, uno de ellos en el partido final contra el Red Bull Brasil, que ayudó al equipo a ganar por 2-0, y a conquistar el trofeo por primera vez, tras participar por cuarta vez en el torneo. En el torneo, compuesto por 12 equipos, participaron los equipos sub-16 del Benfica, el Bayern de Múnich, el Flamengo, el F. C. Viitorul Constanta y el Chelsea F. C., el F. C. Basel, el R. B. Leipzig, el New York Red Bulls y el Southampton F. C., así como el anfitrión Red Bull Akademie. Se le concedió el título de Jugador Más Valioso al ser el mejor jugador al final del torneo.

#### Temporada 2018-19
Fue promovido al equipo principal en el equipo sénior en 2019, antes de la temporada Competencia Especial de la GFA 2019. Debutó como profesional el 31 de marzo de 2019 en el primer partido de la temporada contra el Liberty Professionals, jugando los 90 minutos que terminaron con una victoria por 3-1. Marcó su gol de debut en la victoria por 2-1 contra el Karela United el 10 de abril de 2019. Terminó la temporada con 13 apariciones y 1 gol.

#### Temporada 2019-20
Fue nombrado en la plantilla de 26 hombres para la temporada de la primera división. Marcó su primer gol de la temporada 2019-20 y su primer gol en la mainstream premier league el 5 de enero de 2020 en su primer partido de la temporada contra Ebusua Dwarfs tras entrar en el minuto 70 por Eric Asamany para marcar en su primer toque del partido. Dedicó el gol a su madre en una entrevista posterior al partido y habló de la influencia del futbolista francés Kylian Mbappé en su carrera futbolística, ya que lo consideraba su ídolo futbolístico. Marcó su segundo gol de la temporada en una dominante victoria por 6-1 sobre el Ashanti Gold SC, entrando a marcar en el minuto 82 del partido. Terminó la temporada con 10 apariciones y 2 goles, ya que la temporada terminó abruptamente debido a la pandemia de COVID-19.

#### Temporada 2020-21
Siguió siendo una figura prometedora en el West African Football Academy SC en la temporada 2020-21. Jugó su primer partido el 13 de diciembre de 2020, sustituyendo a Godwin Agbevor en el minuto 55 de la victoria por 2-0 contra el Berekum Chelsea F.C. Posteriormente, apareció en las derrotas del West African Football Academy SC contra el Accra Great Olympics FC y el Wa All Stars FC entrando en ambos partidos como suplente. El 17 de enero de 2021, fue suplente en un emocionante partido contra el Asante Kotoko S. C. de Kumasi, en el que Daniel Lomotey marcó el primer gol del West African Football Academy SC. A la semana siguiente, el 24 de enero de 2021, fue nombrado titular por primera vez en la temporada y marcó su primer gol de la temporada contra el Ebusua Dwarfs en el Cape Coast Stadium. Fue vinculado al Red Bull Salzburgo junto con su compañero de equipo en el West African Football Academy SC Forson Amankwah.

### Red Bull Salzburgo
Tras ser vinculado al Red Bull Salzburgo, fue fichado junto a Forson Amankwah por el gigante austríaco en febrero de 2021. Firmó un contrato de cuatro años que expirará el 31 de mayo de 2025.

#### SV Horn (préstamo)
El Red Bull Salzburgo anunció inmediatamente después de fichar a Owusu, que éste había sido cedido al equipo austriaco de segunda división SV Horn para lo que restaba de temporada.

## Estadísticas

### Clubes
Actualizado al último partido disputado el 26 de noviembre de 2023.
| Club                      | Div.          | Temporada     | Liga  | Liga  | Copas nacionales | Copas nacionales | Copas internacionales | Copas internacionales | Total | Total |
| Club                      | Div.          | Temporada     | Part. | Goles | Part.            | Goles            | Part.                 | Goles                 | Part. | Goles |
| ------------------------- | ------------- | ------------- | ----- | ----- | ---------------- | ---------------- | --------------------- | --------------------- | ----- | ----- |
| WAFA SC Ghana             | 1.ª           | 2019-20       | 10    | 2     | —                | —                | —                     | —                     | 10    | 2     |
| WAFA SC Ghana             | 1.ª           | 2020-21       | 4     | 1     | —                | —                | —                     | —                     | 4     | 1     |
| WAFA SC Ghana             | Total club    | Total club    | 14    | 3     | 0                | 0                | 0                     | 0                     | 14    | 3     |
| SV Horn · Austria         | 2.ª           | 2020-21       | 10    | 0     | —                | —                | —                     | —                     | 10    | 0     |
| SV Horn · Austria         | Total club    | Total club    | 10    | 0     | 0                | 0                | 0                     | 0                     | 10    | 0     |
| FC Liefering · Austria    | 2.ª           | 2021-22       | 11    | 2     | 0                | 0                | —                     | —                     | 11    | 2     |
| FC Liefering · Austria    | Total club    | Total club    | 11    | 2     | 0                | 0                | 0                     | 0                     | 11    | 2     |
| First Vienna FC · Austria | 2.ª           | 2022-23       | 9     | 2     | 0                | 0                | —                     | —                     | 9     | 2     |
| First Vienna FC · Austria | Total club    | Total club    | 9     | 2     | 0                | 0                | 0                     | 0                     | 9     | 2     |
| SKU Amstetten · Austria   | 2.ª           | 2023-24       | 6     | 0     | 2                | 0                | —                     | —                     | 8     | 0     |
| SKU Amstetten · Austria   | Total club    | Total club    | 6     | 0     | 2                | 0                | 0                     | 0                     | 8     | 0     |
| Total carrera             | Total carrera | Total carrera | 50    | 7     | 2                | 0                | 0                     | 0                     | 52    | 7     |